# Johan Gernandt (tonsättare)
Johan (Johannes) Gernandt , född 22 april 1769 i Vittskövle socken, död 25 december 1850 i Lund, var en svensk tonsättare och trädgårdsmästare.

## Biografi
Johan Gernandt föddes 22 april 1769 i Vittskövle socken. Han var son till jägaren Conrad Gernandt och Brita Stina Hoborg. Han arbetade från 1801 som trädgårdsmästare på Roslätts gård i Svedala socken. Från 1809 arbetade han som trädgårdsmästare i Lund. Gernandt avled 25 december 1850 i Lund.

## Musikverk

### Piano
- Anglais i D-dur.[7]
- Menuetto allegretto i F-dur. Publicerad 1798 i Musikaliskt Tidsfördrif som nummer 3.[7]
- Menuetto allegretto i D-dur. Publicerad 1799 i Musikaliskt Tidsfördrif som nummer 4.[7]
- Menuetto allegretto i Eb-dur.[7]
- Menuetto allegretto i G-dur.[7]
- Rondo i B-dur.[7]
- Långdans i C-dur för fyrhändigt piano (arrangemang). Tillägnad fröken M. Montgomery.[7]